# Мосхион (военачальник Антигона I Одноглазого)
Мосхион (др.-греч. Μοσχίων) — военачальник и дипломат Антигона I Одноглазого.
В 315/314 году до н. э. Антигон перед началом Третьей войны диадохов отправил Мосхиона и Идоменея с дипломатическим поручением на Родос. Миссия Мосхиона была успешной, согласно соглашению сторон Антигон получил возможность строить на Родосе корабли для своего флота.
Согласно одной из надписей конца IV века до н. э. Калимноса, Мосхиону были дарованы права гражданства за доброжелательное отношение к калимнийским войскам в Погле (городе на границе Лидии и Писидии). В этой надписи он назван Мосхионом, сыном Мориха, из Фер. Современные историки отождествляют этого Мосхиона с дипломатом Антигона. В таком случае персонаж выполнял при Антигоне не только дипломатические функции, но и был одним из его военачальников.
Р. Биллоуз отмечает благоразумие и тактичность Антигона, который назначил дипломатом на Родос и военачальником контингента с островов Эгейского моря грека, выходца одного из Кикладских островов.